# Saxifraga spathulata
Saxifraga spathulata är en stenbräckeväxtart som beskrevs av René Louiche Desfontaines. Saxifraga spathulata ingår i Bräckesläktet som ingår i familjen stenbräckeväxter. Inga underarter finns listade i Catalogue of Life.